# Lago Triebtenseewli
O Lago Triebtenseewli é um lago de localizado próximo ao Passo de Montanha de Grimsel, no Cantão de Berna, Suíça. A sua superfície é de 10 ha.